# Замок Уоркуэрт

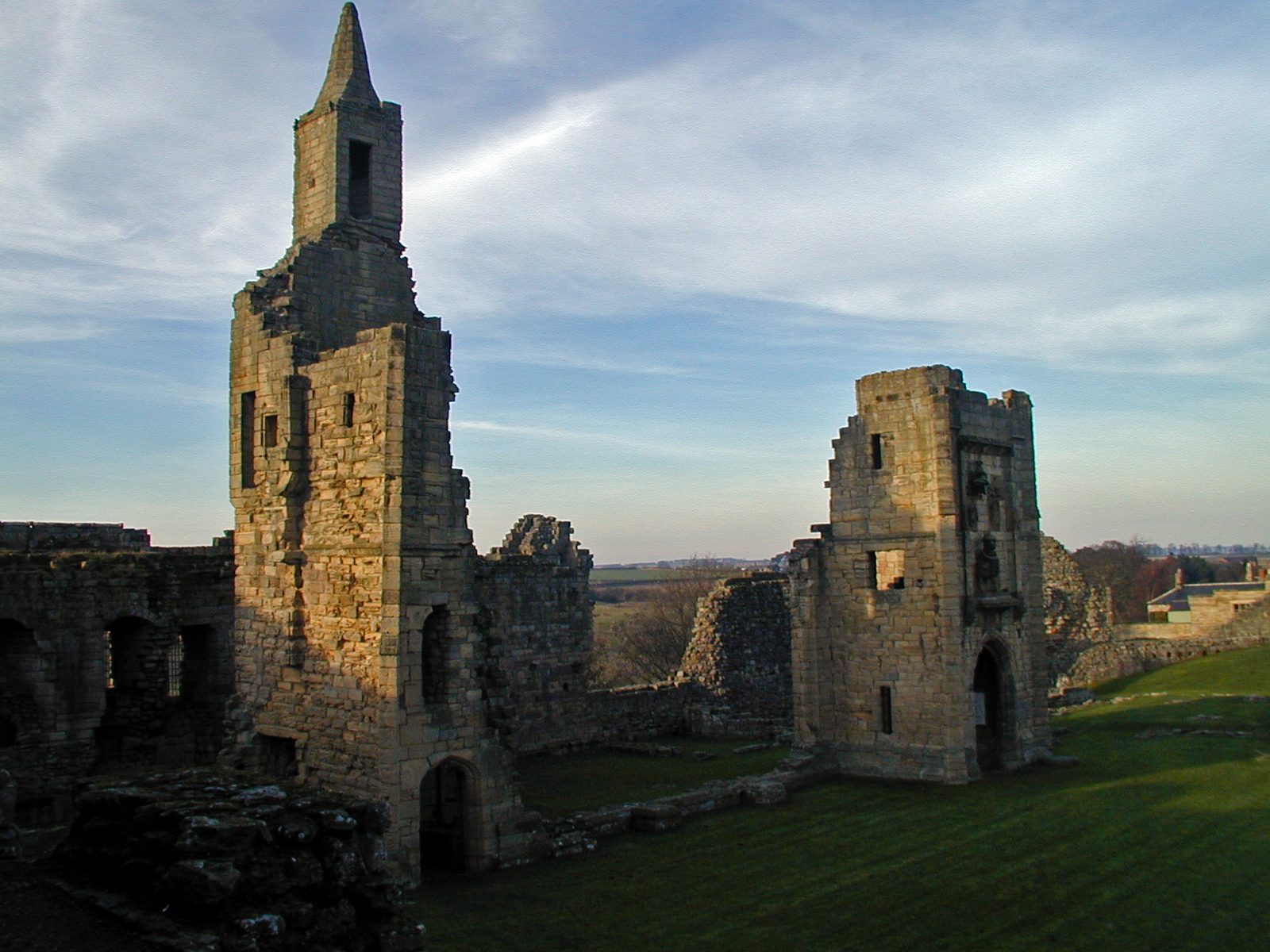
Замок Уоркуэрт

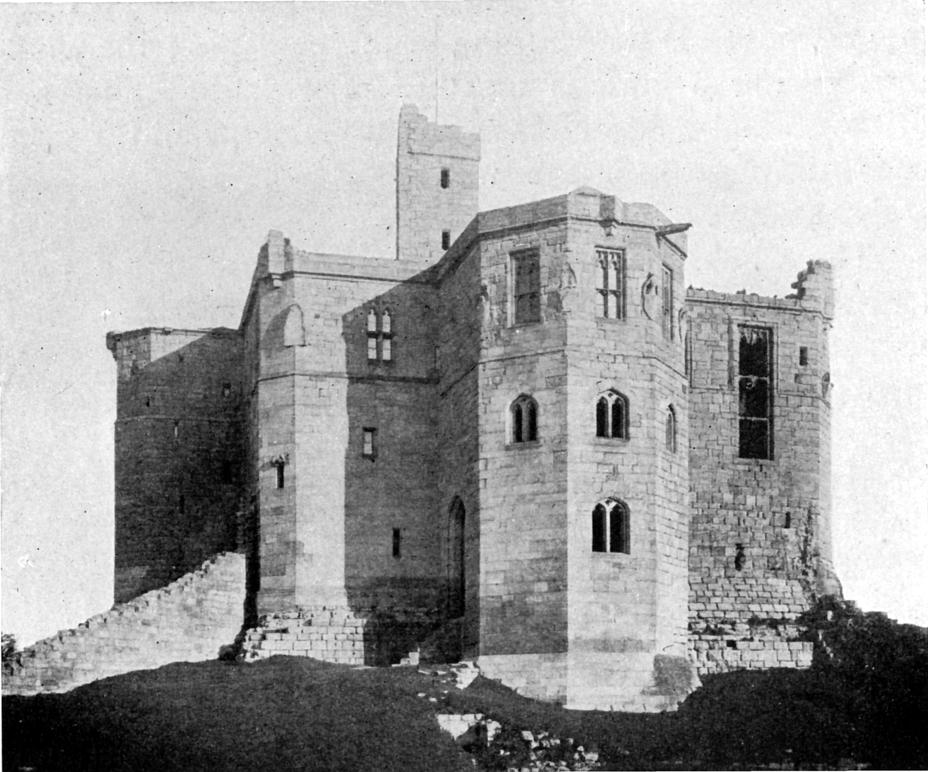
Замок Уоркуэрт в 1909 году

Замок Уоркуэрт (англ. Warkworth Castle) — разрушенный средневековый замок в городе с одноимённым названием, расположенный на севере Англии в графстве Нортамберленд. Точная дата постройки неизвестна: традиционно считается, что его построил Генрих Шотландский в середине XII века, по другой версии это сделал Генрих II Плантагенет, когда взял под свой контроль северные графства Англии. Замок впервые упоминается в письменных источниках около 1157—1164 годов, когда Генрих II подарил его Роджеру Фицричарду. Стены замка считались ненадёжными, и не защитили его от вторжения шотландцев в 1173 году.
Сын Роджера Роберт унаследовал и укрепил замок. Роберт был фаворитом короля Иоанна, который посетил его в 1213 году. Замок оставался семейным владением, за исключением периодов опеки, когда наследники были слишком молоды, чтобы управлять своим поместьем. Король Эдуард I ночевал в замке в 1292 году, и Джон Клаверинг, потомок Роджера Фицричарда, присоединился к нему. С началом войн за независимость Шотландии Эдуард II начал укреплять английские замки, в том числе и Уоркуэрт, где он в 1319 году финансировал увеличение гарнизона. В 1327 году шотландцы дважды безуспешно осаждали замок.
Джон Клаверинг умер в 1332 году, а его вдова в 1345 году. После этого владельцем замка стал барон Генри Перси.

## История замка

### Ранняя история
В середине XII века Генрих, граф Нортумберлендский и сын шотландского короля Давида I, построил на этом месте первую крепость, вероятно из дерева.
В 1158 году Нортумберленд завоевал английский король Генрих II. Он передал замок и прилегающие владения сэру Роджеру Фицричарду, и тот немедленно приступил к строительству каменного замка. В 1173 году шотландцы совершили набег на его земли и с лёгкостью захватили Уоркуэрт. Позднее, Роберт, сын Роджера, значительно укрепил замок.
В 1292 году замок посетил король Эдуард Длинноногий. Кроме того, во время англо-шотландских конфликтов, в замке размещался королевский гарнизон. Расходы на содержание замка делили пополам тогдашние владельцы Клаверинги и король. В 1332 году род Клаверингов оборвался и Уоркуэрт полностью отошел короне.

### Перси, графы Нортумберлендские
Важное стратегическое расположение замка было причиной того, что в 1327 году его дважды осаждали шотландцы. Чтобы обеспечить границам достойную защиту, король Эдуард II передал замок в собственность влиятельного рода Перси, которые уже владели соседним замком Алник.
Семья Перси часто конфликтовала с короной, поэтому монархи регулярно конфисковывали их собственность, однако Перси обычно удавалось вернуть замок обратно. Генри, 6-й граф Перси, умер в 1537 году, оставив замок королю Генриху VIII. Перси, будучи католиками, находились в оппозиции к королеве-протестантке Елизавете I, поэтому на этот раз они не смогли вернуть Уоркуэрт. После неудавшегося восстания северных лордов королева разорила 7-го графа Перси, а её солдаты разграбили замок. В последующие столетия Уоркуэрт сильно обветшал и в конце концов был передан под опеку государства.

## Информация для посетителей
Замок открыт на протяжении всего года, кроме рождественских праздников и 1 января.
С апреля по сентябрь — ежедневно с 10.00 до 18.00. В октябре — ежедневно с 10.00 до 16.00. С ноября по март — в понедельник, субботу и воскресенье с 10.00 до 16.00. Взрослый билет: £3.00. Детский билет (дети 5-15 лет): £1.50. Детям до 5 лет — бесплатно.